# Ignacio Vázquez Torres
Ignacio Vázquez Torres (Pénjamo, Guanajuato, 13 de agosto de 1939 - 21 de septiembre de 2023). Fue un abogado y político mexicano, anteriormente miembro del Partido Revolucionario Institucional al que renunció a principios de 2006 tras cuarenta y siete años de militancia.
Es abogado egresado de la Universidad Nacional Autónoma de México, fue tres veces diputado federal a la XLVII Legislatura de 1967 a 1970 por Pénjamo, a la XLIX Legislatura de 1973 a 1976 por Celaya y a la LI Legislatura de 1979 a 1982 por Acámbaro, y fue Senador por Guanajuato de 1994 a 2000. Fue muy cercano a Jesús Reyes Heroles a quien acompañó en cargos en la Secretaria de Gobernación y en la Secretaría de Educación Pública, además de 1988 a 1990 fue titular de la Delegación Cuauhtémoc del Distrito Federal.
Fue candidato del PRI a la gubernatura de Guanajuato en las Elecciones de 1995 en las que fue derrotado por Vicente Fox. En 2006 renunció a 47 años de militancia en el PRI; en protesta por el apoyo de este partido al desafuero del entonces Jefe de Gobierno del Distrito Federal Andrés Manuel López Obrador
En 2012 publicó un libro titulado ¿Alternancia? Testimonios, percepciones y reflexiones.